# 대동서
《대동서》(大同書, 1935)는 중국 청말 민국초기(民國初期)의 정치 개혁론자 캉유웨이의 유저(遺著)이다. 갑부(甲部)로부터 계부(癸部)가지의 10부로 되어 있다. 서(書)의 형체로 종합된 것은 1901년경이라고 전해지고 있으나 전문(全文)이 출판된 것은 그의 사후인 1935년이다.
본서는 그의 이상사회(理想社會)에 관한 구상과 아울러 그것을 실현하기 위한 방법을 논술한 것이다. 대동(大同)이라고 하는 명칭은 《예기》<예운편(禮運篇)> 속의 대도(大道)가 행하여지고 있는 대동(大同)의 세상이라고 하는 데에서 유래한 것이다. 그에 의하면 인간의 역사는 쇠란(衰亂)·승평(升平)의 양세(兩世)를 경과하여 태평의 세상으로 변하는데, 태평의 세상이라는 것은 곧 대동의 사회이다. 이 대동의 사회에 있어서는 전 세계가 다만 하나의 공정부(公政府)에 의하여 통할되어 계급·인종·남녀의 차별이 없어지고 가족제도에서 해방되어 산업은 공영(公營)으로 된다고 한다. 이렇게 하여 태평의 상태가 찾아온 뒤에 인간계뿐 아니라 전생물계(全生物界)에 자비가 미쳐 극락의 세계·선불(仙佛)의 경(境)에 도달한다고 하는 것이다. 이것이 그의 대동설의 주지(主旨)인데, 그 근간을 이루는 것은 유교의 이상과 불교의 오의(奧義)라고 하겠다. 이 대동설은 <신학위경(新學僞經)>·<공자개제(孔子改制)>의 주장과 긴밀하게 결합하여 그의 개혁론 즉 변법론(變法論)을 성립시킨 것이다.